# Aeropuerto Internacional Enrique Adolfo Jiménez
El Aeropuerto Internacional Enrique Adolfo Jiménez  (IATA: ONX, OACI: MPEJ) es un aeropuerto localizado en Colón, Panamá, que ofrece vuelos regulares hacia Ciudad de Panamá, y otros destinos. Este aeropuerto cuenta con agencias de alquiler de automóviles, una tienda libre de impuestos, restaurantes, y cafeterías. El aeropuerto está localizado cerca del Hotel Sheraton y el Hotel y Casino Radisson.
Antes de ser usado como aeropuerto civil, el complejo era una base aérea del Ejército de los Estados Unidos  (posteriormente Fuerza Aérea de los Estados Unidos), establecida en 1918. Fue entregado al gobierno de la Zona del Canal de Panamá en 1949, y convertido en un aeropuerto civil. El control estadounidense sobre el aeropuerto finalizó en 1979 con el cambio de gobierno de la Zona de Canal del Panamá a la República de Panamá.

## Historia
Por más de treinta años, el aeropuerto fue operado por la Fuerza Aérea de los Estados Unidos y anteriormente por otras entidades, convirtiéndose eventualmente en una base de la Fuerza Aérea de Francia.  Posterior a su cierre, el aeropuerto quedó bajo control civil, volviéndose así el Aeropuerto de Colón. 

## Uso Post-Militar

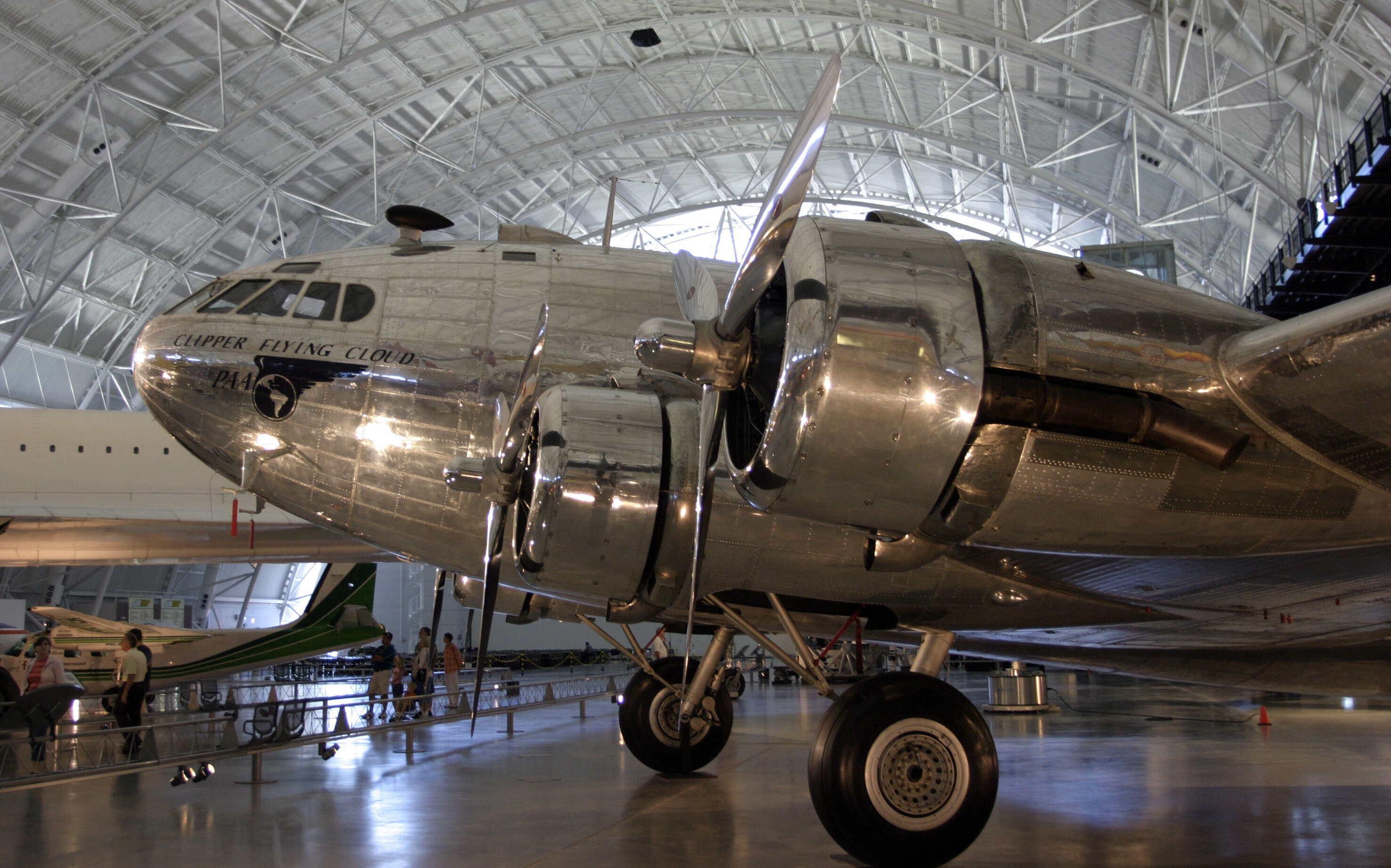
Un Pan Am Boeing 307 Stratoliner. de la clase que volaría a Colón durante los años de Segunda Guerra Mundial

La base aérea francesa fue desmantelada el 1 de noviembre de 1949 por la Fuerza Aérea de los Estados Unidos debido a reducciones en el presupuesto, convirtiéndose en un aeropuerto civil en la Zona del Canal Panamá estadounidense, y renombrado como Aeropuerto de Colón. Sin embargo la Fuerza Aérea estadounidense mantuvo la jurisdicción sobre el aeropuerto hasta el 31 de diciembre de 1973, y fue usado ocasionalmente como base satélite de la Fuerza Aérea Albrook.
Posteriormente el Aeropuerto de Colón fue provisto de Boeings 307 y otros aviones comerciales que volaban por rutas Pan Am desde Miami a Buenos Aires, Argentina vía La Habana, Cuba y Kingston, Jamaica en Ciudad de Cristóbal y Ciudad de Colón, después continuando al sur por la vía Lima, Perú, hacia Buenos Aires. Estar localizado en el medio de esta ruta y en el punto donde se interseca con el Canal de Panamá, hizo de esta ubicación muy útil para los servicios de aerolíneas norte-sur.
Con la entrega de la Zona del Canal de Panamá el 1 de octubre de 1979, el aeropuerto fue rebautizado en honor de Enrique Adolfo Jiménez, quien sirvió como presidente de Panamá desde 1945 a 1948.
En agosto de 2013, el presidente panameño Ricardo Martinelli inauguró la nueva terminal del Aeropuerto Internacional Enrique Jiménez luego de un importante proceso de remodelación con la cual ampliaron su capacidad para manejar más de 1000 pasajeros; se dotó con una nueva torre de control y una pista que permite el arribo de aeronaves Boeing 757-200 con capacidad de hasta 228 pasajeros en vuelos chárter.

## Aerolíneas y Destinos.
| Aerolíneas | Destinos                                                                                      |
| ---------- | --------------------------------------------------------------------------------------------- |
| Air Panama | Aeropuerto Internacional de Panamá - Albrook. - (Chárter o Sazonal, por Causa de la Demanda). |

## Incidentes y accidentes
En 1994, el aeropuerto fue el punto de salida del Vuelo 901 de Alas Chiricanas, que más tarde fue derribado por terroristas, convirtiéndose en este el primer y único atentado terrorista en la nación.